# Mardara yunnana
Mardara yunnana är en fjärilsart som beskrevs av Collenette 1951. Mardara yunnana ingår i släktet Mardara och familjen tofsspinnare. Inga underarter finns listade i Catalogue of Life.